# Roman Onderka
Roman Onderka (* 11. listopadu 1965 Brno) je český politik, v letech 2017 až 2021 poslanec Poslanecké sněmovny PČR, mezi lety 2006 a 2014 primátor města Brna (zastupitel města v letech 2002 až 2018), v letech 2002–2006 zastupitel městské části Brno-Starý Lískovec. V letech 2009–2011 a 2018–2021 byl místopředsedou České strany sociálně demokratické (v letech 2019–2021 statutárním místopředsedou) a od října do prosince 2021 pověřeným předsedou ČSSD.

## Vzdělání a profesní kariéra
Na začátku své kariéry pracoval jako mechanik Adamovských strojíren, později v Brně jako vozmistr v Českých drahách. Následně začal pracovat v odborech.
Dodatečně si doplnil vysokoškolské vzdělání:
- 2009: Vysoká škola Karla Engliše: bakalářské studium ve studijním programu Ekonomika a management, obor Ekonomika a právo v podnikání. Podle Akreditační komise byla bakalářská práce nevyhovující, její předsedkyně Vladimíra Dvořáková uvedla, že „práce k obhajobě neměla být ani připuštěna“.[3] Když se reportér ČT Michal Šebela pokusil získat jeho vyjádření, Onderka nejdříve mlčel a poté reportéra obvinil z porušování zákona.[4][5] V únoru 2012 rozeslal anonym médiím e-mail obsahující mimo jiné i Onderkovu bakalářskou práci.[6]
- 2010: Fakulta podnikatelská VUT: program Master of Business Administration, validováno Nottingham Trent University (Velká Británie)[7]

## Politické působení
Dne 7. listopadu 2006 byl zvolen primátorem statutárního města Brna. Byl mj. iniciátorem postavení tzv. brněnského orloje. V rámci České strany sociálně demokratické dále zastával funkce stínového ministra dopravy (2007–2011), místopředsedy ČSSD (2009–2011) a 1. místopředsedy MěVV ČSSD Brno-město.
Ve straně za vedení předsedy Bohuslava Sobotky patřil k jeho kritikům, ve stranické buňce v Brně-střed byl spojencem Jeronýma Tejce. Po volbách do Poslanecké sněmovny PČR v roce 2013 vyzval předsedu Sobotku kvůli slabému výsledku strany k rezignaci, ten to však odmítl a stal se i předsedou vlády. Následně vyšlo najevo, že se Onderka spolu s Tejcem, jihočeským hejtmanem za ČSSD Jiřím Zimolou a místopředsedy strany Michalem Haškem, Milanem Chovancem a Zdeňkem Škromachem po volbách utajovaně setkali v Lánech s prezidentem Milošem Zemanem.
V listopadu 2013 se Onderka stal lídrem ČSSD pro komunální volby v roce 2014 do Zastupitelstva města Brna, a tudíž i kandidátem ČSSD na post primátora města Brna. O tuto funkci se ucházel již potřetí. V říjnových volbách se následně stal už počtvrté zastupitelem města Brna, ČSSD však zůstala mimo radniční koalici a primátorem se 25. listopadu 2014 stal Petr Vokřál z hnutí ANO. Ve volbách v roce 2018 již do brněnského zastupitelstva nekandidoval.
Od 1. dubna 2014 jako nominant ČSSD nahradil Jana Harta v dozorčí radě ČD Cargo, dceřiné společnosti Českých drah.
Ve volbách do Poslanecké sněmovny PČR v roce 2017 kandidoval za ČSSD v Jihomoravském kraji. Ačkoli byl až na nevolitelném 6. místě krajské kandidátní listiny, na nějž se dostal po odstoupení Jeronýma Tejce, díky 3 098 preferenčních hlasů nakonec uspěl a byl zvolen poslancem.
Na sjezdu ČSSD v Hradci Králové byl dne 7. dubna 2018 zvolen ve druhém kole volby místopředsedou strany. Na dalším sjezdu strany v březnu 2019 se stal statutárním místopředsedou ČSSD. Jakožto jediný kandidát na tuto funkci získal 410 hlasů, proti bylo 80 delegátů a 5 hlasů bylo neplatných. Na sjezdu strany v dubnu 2021 post statutárního místopředsedy obhájil, když ve druhém kole porazil poměrem hlasů 137 : 114 starostu městské části Brno-Líšeň Břetislava Štefana.
Jihomoravská ČSSD jej původně nezařadila na kandidátku pro volby do Poslanecké sněmovny PČR v říjnu 2021, resp. jej zařadila na místo posledního náhradníka. Nicméně v červenci 2021 rozhodlo širší vedení strany, že lídrem v Jihomoravském kraji bude nakonec právě Roman Onderka. Původní lídr Břetislav Štefan byl přesunut na třetí místo kandidátky. Ve volbách však neuspěl, neboť ČSSD nepřekročila pětiprocentní hranici nutnou pro vstup do Sněmovny.
Dne 25. října 2021 rezignoval na post předsedy ČSSD po neúspěšných volbách Jan Hamáček. Řízením strany byl do mimořádného sjezdu pověřen Onderka, a to z titulu funkce statutárního místopředsedy. Na mimořádném sjezdu 10. prosince 2021 na žádnou funkci ve vedení strany nekandidoval.
V roce 2023 Českou stranu sociálně demokratickou opustil.

## Rodinný život
Roman Onderka byl dvakrát ženatý. Z prvního manželství má syna Zbyňka (* 1985/6), s nímž se však podle vyjádření z února 2007 nestýká. Druhého, o 20 let mladšího syna Romana má z dalšího manželství, s chotí Kateřinou. V březnu 2008 jako primátor Brna (za Českou stranu sociálně demokratickou) přiznal milostný vztah se svou náměstkyní Barborou Javorovou (KDU-ČSL). Ta rezignovala na svoji funkci a oba opustili dosavadní partnery s ohlášeným záměrem rozvést svá manželství.